# 쌍둥이

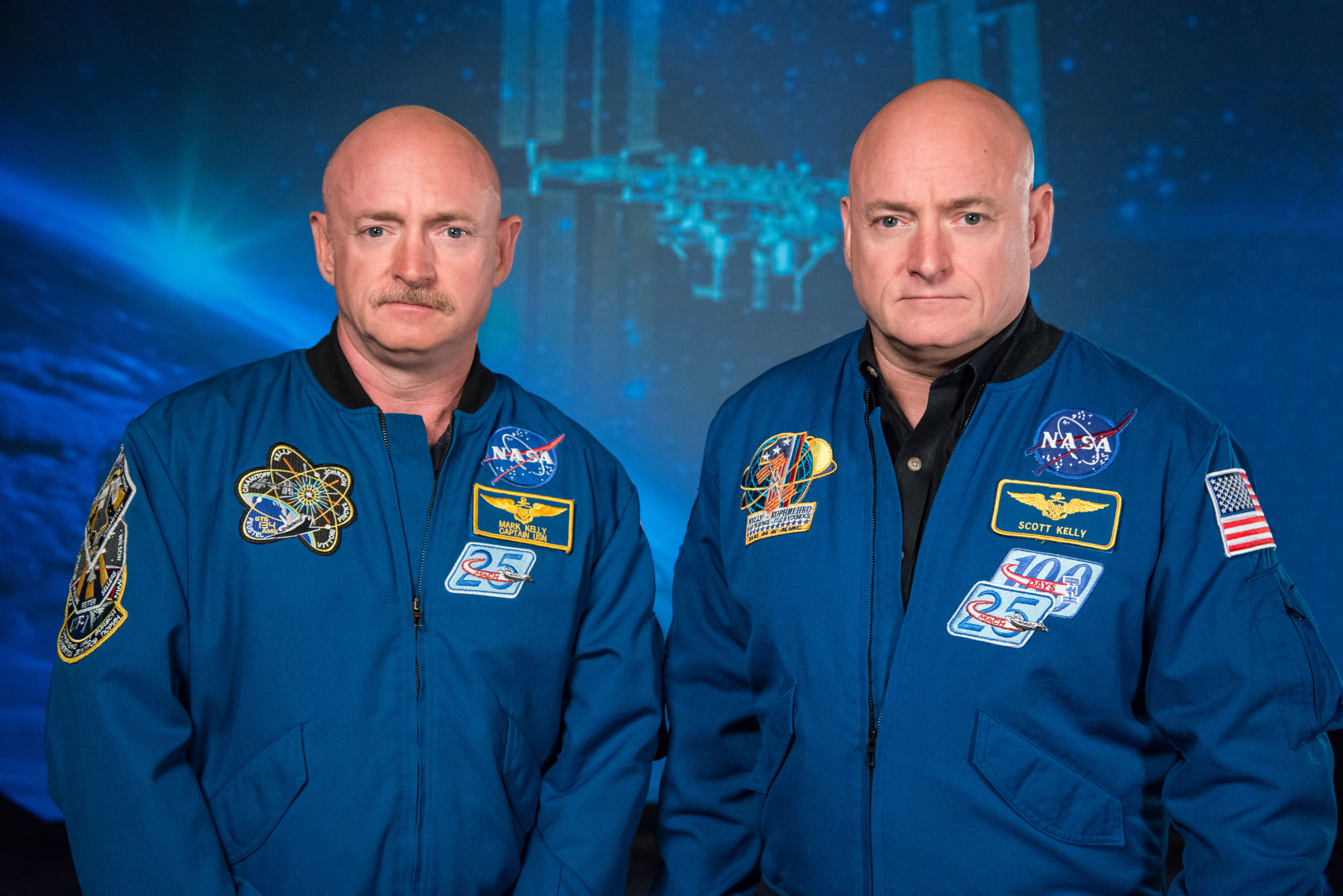
쌍둥이 우주비행사 마크 켈리와 스콧 켈리

쌍둥이(영어: Twin)는 태아 시절 한 배에서 동시에 같이 자란 두 명의 사람이다. 보통 연속적으로 태어나며, 이성 혹은 동성으로 태어난다. 쌍둥이는 일란성 쌍둥이(MZ:monozygotic) 혹은 이란성 쌍둥이(DZ:dizygotic)로 분류된다. 옛 토박이말로는 갈오기라고 하였다. 쌍생아(雙生兒) 또는 쌍태아(雙胎兒)라고도 한다. 대부분 생일이 같으며 일란성일 경우 생김새가 비슷하다.

## 정의
하나의 자궁에서 동시에 자란 두 명의 태아를 말한다. 이에 반해, 자궁 안에 홀로 있는 태아를 단생아라고 부른다. 관용적으로는 세쌍둥이 이상을 포함해 다태아를 쌍둥이라고 부른다.

## 통계
쌍둥이는 2006년 기준으로 약 125,000,000명(1억 2천 5백만 명)으로 추산된다(대략 세계 인구의 1.9%). 이 중 일란성 쌍둥이는 천만 명 정도이다(대략 세계 인구의 0.2%, 쌍둥이의 8%). 2004년에서 2006년까지 미국에선 1000번의 출산 중에 32번이 쌍둥이였다.
자궁의 크기 한계 때문에 스트레스를 받은 쌍둥이는 평균적으로 일반 단생아에 비해 3주 정도 빨리 출생한다. 이러한 미숙아는 건강에 이상이 생기기 쉽기 때문에, 종종 쌍둥이는 특별한 조치를 필요로 하기도 한다.
나이지리아의 부족, 유로바의 여성은 다른 나라의 여성에 비해 쌍둥이를 많이 출산한다(1000번의 출산 중에 45번은 쌍둥이다). 어떤 연구가는 유로바 여성이 자궁 양쪽에 있는 난소에서 난자를 배출하도록 자극하는 천연 호르몬인 피토에스테로겐을 함유하고 있는 특별한 형태의 얌(Dioscorea rotundata)과 흰색 얌을 많이 섭취하기 때문이라고 주장하고 있다.

## 난성
난성(卵性)이란 쌍둥이의 게놈이 서로 어느 정도의 동질성을 가지고 있는지를 말한다. 이는 다섯 가지의 난성으로 나눌 수 있다.
- 이란성
  - 남녀 이란성 쌍둥이
  - 여아 이란성 쌍둥이
  - 남아 이란성 쌍둥이
- 일란성
  - 여아 일란성 쌍둥이
  - 남아 일란성 쌍둥이

쌍둥이가 아닌 단생아의 경우엔 남아의 숫자가 여아의 숫자보다 약 5% 정도 많다. 단생아의 비율은 각각의 나라마다 약간의 차이가 있다. 예를 들자면, 이탈리아의 단생아의 남녀 비율은 1.07:1(남:여)인 반면, 미국의 단생아의 남녀 비율은 1.05:1(남:여)이다. 그러나 여아보다 남아가, 단생아보다 쌍둥이가 자궁 안에서 사망하는 비율이 더 높기 때문에, 남아 쌍둥이보다 여아 쌍둥이 출생률이 더 높다.

### 이란성 쌍둥이
이란성 쌍둥이는 두 개의 난자가 두 개의 서로 다른 정자와 수정된 후, 동시에 자궁 벽에 착상했을 때 형성된다.
이란성 쌍둥이가 같은 염색체 지도를 가질 확률은 매우 적다. 동갑인 이란성 쌍둥이의 외모는 서로 비슷할 수도, 다를 수도 있다. 혹은 동성이거나 이성일 수도 있다.
한 연구에 따르면, 어머니의 유전자를 공유하고 있는 이란성 쌍둥이는 일본에서는 1000번의 출생 중에 6번 정도(일란성 쌍둥이의 경우도 비슷하다) 아프리카의 어떤 나라에서는 1000번의 출생 중에 14번 정도 태어난다.
노산인 경우 이란성 쌍둥이를 출생할 확률이 높다. 산모가 35세 이상인 경우 이란성 쌍둥이의 출생률은 두 배가 된다. 최근, 의학 기술의 발달로 이란성 쌍둥이의 출생률이 눈에 띄게 높아졌다.

### 일란성 쌍둥이
일란성 쌍둥이는 수정란의 난할 과정에서 우연히 형성된다.
수정란이 완전히 나뉘어 버리는 것은 유전적인 특징보다는 전 세계적으로 인종에 상관없이 1000번 중에 3번의 비율로 발생하는 변칙으로 간주된다. 둘 이상으로 나뉜 수정란은 한 자궁 안에서 각각의 태아로 자란다. 대부분의 일란성 쌍둥이는 태반을 공유하지만 드물게 각자 태반을 가지는 경우도 있다. 수정란이 조금 늦은 시기에 분리되면(약 9-12일) 거울상 쌍둥이가 된다. 이 쌍둥이는 거울로 본 것처럼 각자의 오른쪽과 왼쪽이 닮았다. 한명이 오른손잡이라면 다른 한쪽은 왼손잡이가 되는 식이다.
일란성 쌍둥이는 수정되고 분리될 때 돌연변이가 일어나지 않는 이상 유전적으로 거의 비슷하며, 동성이다. 아주 가끔, 환경적인 요소 혹은 일란성 여아 쌍둥이의 x염색체의 비활성화로 인해 다른 표현형을 갖기도 한다. 그리고, 아주 드물게, 염색체 숫자의 이수배수성으로 인하여, 일란성 쌍둥이는 이성 표현형을 갖기도 한다. 일란성 쌍둥이는 지문까지는 아니지만 외모가 비슷하다. 일란성 쌍둥이는 자라면서 서로 다른 외부적인 영향과 생활 습관으로 점점 달라진다. 유전학적으로 보면, 일란성 쌍둥이의 자녀끼리는 사촌이라기보다는 반은 서로 형제자매인 것이다. 전 세계적으로, 약 천만 쌍의 일란성 쌍둥이가 있다고 추산된다.
일란성 쌍둥이가 형성될 가능성은 유전적인 것이 아니고, 무작위적인 것이기 때문에 전 세계적으로 균등하게 일어나는 점은, 이란성 쌍둥이의 경우와 확연히 다르다. 이란성 쌍둥이는 일본에서는 1000번의 출생 중에 6번(일란성 쌍둥이가 태어날 수 있는 4~5번과 거의 비슷하다.), 인도에서는 1000번의 출생 중에 15번 이상, 미국에서는 1000번의 출생 중에 24번 탄생하는데, 이것은 의학의 발달로 인한 체외 수정의 결과이다. 그러나 배아가 완전히 나뉘는 정확한 원인은 아직 밝혀진 바가 없다.
일란성 쌍둥이는 거의 동일한 DNA를 가지고 태어나지만, 성장하면서 다른 환경에 접하게 되면서 서로 다른 성격을 소유하게 된다. 이것은 후성학 변이라고 불린다. 3세부터 74세 사이의 쌍둥이 80쌍을 연구한 자료에 따르면 어릴수록 후성학적 차이가 적게 나타나며, 이는 나이가 들수록 커진다. 50세의 일란성 쌍둥이와 3세의 일란성 쌍둥이 사이엔 3배 이상의 후성학적 차이가 나타났다. 서로 다른 부모에게 입양된 쌍둥이는 후성학적 차이가 매우 컸다. 그러나 IQ나 성격 등은 나이가 들어감에 따라 더욱 비슷해졌다. 이러한 현상은 인간의 성격과 행동이 많은 부분에서 유전적 영향을 받고 있다는 것을 잘 설명해 준다.
최근 이론에 따르면, 일란성 쌍둥이는 원종 세포가 반으로 분리되고, 포배가 충돌한 후에 형성된다. 이렇게 같은 유전자를 가진 두 개의 배아가 만들어지고, 마침내 두 개의 태아로 성장한다. 이 이론은 프랑스 리옹에서 열린 인간 복제와 발생학을 연구하는 유럽 소사이어티에서 처음 소개되었다. 실험실에서 자라고 있는 33개의 태아를 매 2분마다 촬영한, 일본 미오 불임클리닉의 객원 연구원 다이아나 페인 박사는 쌍둥이의 발달 초기를 최초로 기록했다. 이 실험으로 페인 박사는 체외 수정으로 말미암아 쌍둥이가 더 많이 태어나는 이유에 대해 규명했다. 체외 수정이 1000번의 출산 중에 21쌍의 쌍둥이를 탄생시키는 반면, 자연 임신으로는 1000번 중에 오직 3번 정도만 쌍둥이가 출생된다.

### 반쌍둥이
반쌍둥이는 어머니에게서 똑같은 유전자를 물려받고, 아버지에게서 다른 유전자를 물려받은 쌍둥이다. 정확한 수태 구조는 알 수가 없지만, 이론적으로 정자가 수정되는 난자와 두 번째 극세포 두 곳에서 모두 일어날 수 있다. 반 쌍둥이는 매우 희귀하다.

### 샴쌍둥이
샴쌍둥이는 결합 쌍둥이라고도 불린다. 일란성 쌍둥이가 수정이 되어 2개로 나누어지다가 신체 일부가 붙은, 신체 일부를 공유한 쌍둥이인데 무조건 일란성 쌍둥이인 경우에만 생기며 일란성 쌍둥이 중 생기는 확률이 매우 희박하며 70퍼센트는 산모의 몸속에서 사망하고 27퍼센트는 태어난 후 1일 이내에 사망한다. 나머지 2.5퍼센트마저 오래 살지 못하고 사망한다.
몸이 붙어 있지만 법적으로 2명으로 친다. 몸의 주도권은 서로 협동하여 해야 하고 다양한 형태로 존재한다. 머리가 2개이거나, 머리가 불어있거나 하체, 상체 등이 붙어있는 경우도 있다.
둘이 사이가 좋은 경우엔 피아노, 운전, 심지어 한 자매 샴쌍둥이는 초등학교 교사로 활동하고 있다고 한다. 그리고 샴쌍둥이는 심장, 뇌, 신장, 식도, 기도, 폐, 간, 위 등이 2~3배씩 존재하는 경우도 있다.

## 같이 보기
- 결합 쌍둥이
- 다태아
- 쌍둥이 연구